# 兵庫県道387号平荘魚橋線
兵庫県道387号平荘魚橋線（ひょうごけんどう387ごう へいそううおはしせん）は、兵庫県加古川市から高砂市に至る一般県道である。

## 概要
加古川市平荘町小畑から高砂市神爪3丁目に至る。

### 路線データ
- 起点：加古川市平荘町小畑（兵庫県道65号神戸加古川姫路線交点）
- 終点：高砂市神爪3丁目（高砂北ランプ東交差点、国道2号交点）
- 総延長：6.937 km

## 路線状況

### 重複区間
- 兵庫県道390号神吉船頭線（加古川市東神吉町神吉 - 加古川市東神吉町神吉・東神吉南交差点）

### 道路施設

#### 橋梁
- 新西山橋（西川、加古川市）

## 地理

### 通過する自治体
- 加古川市
- 高砂市

### 交差する道路
| 交差する道路                                                | 市町村名 | 交差する場所 | 交差する場所                |
| ----------------------------------------------------------- | -------- | ------------ | --------------------------- |
| 兵庫県道65号神戸加古川姫路線                                | 加古川市 | 平荘町小畑   | 起点                        |
| 兵庫県道390号神吉船頭線 重複区間起点                        | 加古川市 | 東神吉町神吉 |                             |
| 兵庫県道43号高砂北条線 兵庫県道390号神吉船頭線 重複区間終点 | 加古川市 | 東神吉町神吉 | 東神吉南交差点              |
| 兵庫県道515号小原宝殿停車場線                               | 加古川市 | 西神吉町岸   |                             |
| 国道2号 / 加古川バイパス 兵庫県道388号飾東宝殿停車場線      | 加古川市 | 西神吉町岸   |                             |
| 兵庫県道389号志方魚橋線                                     | 高砂市   | 神爪6丁目    |                             |
| 国道2号                                                     | 高砂市   | 神爪3丁目    | 高砂北ランプ東交差点 / 終点 |

### 沿線
- 平荘湖
- 加古川市立少年自然の家
- 加古川ウェルネスパーク